# Basseneville
Basseneville település Franciaországban, Calvados megyében. Lakosainak száma 249 fő (2022. január 1.). Basseneville Bavent, Goustranville, Hotot-en-Auge, Saint-Samson és Troarn községekkel határos.

## Népesség
A település népességének változása:
| Lakosok száma | 195  | 223  | 234  | 258  | 259  | 261  | 257  | 252  | 249  | 249  |
|               | 1968 | 1982 | 1990 | 2006 | 2013 | 2015 | 2017 | 2019 | 2020 | 2022 |